# Hazlehurst (Geòrgia)
Hazlehurst és una població dels Estats Units a l'estat de Geòrgia. Segons el cens del 2000 tenia 3.787 habitants.

## Demografia
Segons el cens del 2000, Hazlehurst tenia 3.787 habitants, 1.513 habitatges, i 1.039 famílies. La densitat de població era de 311,8 habitants/km².
Dels 1.513 habitatges en un 30,7% hi vivien nens de menys de 18 anys, en un 44,7% hi vivien parelles casades, en un 19,8% dones solteres, i en un 31,3% no eren unitats familiars. En el 28% dels habitatges hi vivien persones soles el 12,2% de les quals corresponia a persones de 65 anys o més que vivien soles. El nombre mitjà de persones vivint en cada habitatge era de 2,44 i el nombre mitjà de persones que vivien en cada família era de 2,95.
Per edats la població es repartia de la següent manera: un 26,2% tenia menys de 18 anys, un 9,1% entre 18 i 24, un 24% entre 25 i 44, un 24,8% de 45 a 60 i un 16% 65 anys o més.
L'edat mediana era de 38 anys. Per cada 100 dones de 18 o més anys hi havia 79,1 homes.
La renda mediana per habitatge era de 24.306 $ i la renda mediana per família de 27.890 $. Els homes tenien una renda mediana de 27.436 $ mentre que les dones 18.304 $. La renda per capita de la població era de 12.996 $. Entorn del 21,1% de les famílies i el 26,4% de la població estaven per davall del llindar de pobresa.

## Poblacions més properes
El següent diagrama mostra les poblacions més properes.